# 第二次王子の乱
第二次王子の乱（だいにじおうじのらん）は1400年1月、李氏朝鮮の政治的実権を握っていた靖安君・李芳遠（太祖の五男、のちの太宗）が、同腹の兄懐安君・李芳幹（太祖の四男）の反乱を鎮圧し、自らは王世弟となって王位の継承を確立した事件。
事件そのものは、王位継承権をめぐる兄弟間の抗争であったため、政治的影響は少なかったが、この事件の結果、もはや芳遠に対抗できる政治勢力はなくなり、李芳遠の独裁による一連の王権強化策が実現されて、朝鮮王朝の基盤が固まった。
1398年の第一次王子の乱の当事者で、この事件の結果権力を掌握した李芳遠は、軍制の改革に着手し、王権の不安定要素である王族の私兵の廃止を推し進めた。当時、太祖の王子たちの中で、芳遠に対抗できるのは、すぐ上の兄・李芳幹しかいなかった。私兵の廃止を迫られた芳幹は身の危険を感じ、密かに私兵を強化していた。そんな時第一次王子の乱で功がありながら、その後の処遇に不平を抱き、芳遠に恨みを抱いていた朴苞が、芳遠の殺害計画を芳幹に密告したため、芳幹は開京で起こった激しい市街戦ののちに芳遠の軍に鎮圧された。朴苞は処刑され、芳幹は生涯流刑となった。このために、この事件を「朴苞の乱」ともいう。
この情況を見ていた国王定宗とその妃・定安王后は、このままではいずれ自分たちに害が及ぶことは必至であることを悟り、世弟芳遠に対し譲位を申し出た。こうして1400年11月に、芳遠は第3代国王（太宗）として即位した。